# Jan Schram
Jan Schram (ur. 20 lutego 1894 w Gródku Jagiellońskim, zm. 12 lutego 1968 w Jarosławiu) – kapitan obserwator Wojska Polskiego II RP, działacz niepodległościowy, kawaler Orderu Virtuti Militari, burmistrz Jarosławia.

## Życiorys
Urodził się 20 lutego 1894 w Gródku Jagiellońskim jako syn Jana i Ewy z Grodzickich. Dzieciństwo spędził w Jarosławiu, maturę zdał we Lwowie. We wrześniu 1914 wstąpił do Legionów Polskich. Został przydzielony do 15., a następnie 8. kompanii 2 pułku piechoty. 13 maja 1915 pod Czerniowcami dostał się do rosyjskiej niewoli.
W latach 1918–1920 walczył na wojnie polsko-ukraińskiej i polsko-bolszewickiej. 3 maja 1922 został zweryfikowany w stopniu porucznika ze starszeństwem z dniem 1 czerwca 1919 i 746. lokatą w korpusie oficerów piechoty, a jego oddziałem macierzystym był wówczas 27 Pułk Piechoty.
Po zakończeniu działań wojennych zgłosił się do lotnictwa. W 1924 pełnił służbę w 4 pułku lotniczym w Toruniu. Następnie przeniesiony został do 6 pułku lotniczego we Lwowie. 20 września 1927 objął dowództwo 62 eskadry lotniczej. 19 marca 1928 został mianowany kapitanem ze starszeństwem z 1 stycznia 1928 i 1. lokatą w korpusie oficerów lotnictwa. W maju tego roku wyznaczony został na stanowisko komendanta parku 6 pułku lotniczego. 26 czerwca 1931 objął dowództwo 65 eskadry liniowej. Od października 1932 dowodził, w zastępstwie etatowego dowódcy, II dywizjonem liniowym 6 pułku lotniczego, a od lutego 1934 63 eskadrą towarzyszącą. W październiku 1934 ponownie objął dowództwo 65 eskadry liniowej i sprawował je do stycznia 1935. Z dniem 31 sierpnia 1935 przeniesiony został w stan spoczynku.
Po przeprowadzce z rodziną do Jarosławia, poświęcił się działalności politycznej w Stronnictwie Ludowym. Aresztowany w czasie strajku chłopskiego w 1937, internowany, pół roku spędził w przemyskim więzieniu. Na fiszce przechowywanej w Centralnym Archiwum Wojskowym znajduje się odręczna adnotacja „do SH 10.8.9”, świadcząca o skierowaniu 10 sierpnia 1939 sprawy do sądu honorowego.
Po wybuchu II wojny światowej podjął nieudaną próbę dotarcia do swego macierzystego pułku lotniczego. Powrócił do Jarosławia przed zamknięciem granicy na Sanie, po czym w listopadzie 1939 został aresztowany i przez dwa miesiące przetrzymywany przez Niemców w charakterze zakładnika. Podczas okupacji działał w konspiracji, początkowo w Batalionach Chłopskich, pełniąc od kwietnia do jesieni 1943 r. funkcję komendanta okręgu IX (województwa lwowskie, tarnopolskie i stanisławowskie); później w Armii Krajowej. Podejmował kilkakrotne, nieudane próby przedostania się za granicę. 27 sierpnia 1944 został wybrany pierwszym powojennym burmistrzem Jarosławia. Funkcję tę pełnił zaledwie do 4 września, gdyż za działalność w Armii Krajowej został aresztowany i wywieziony do Lwowa, a potem do Kijowa i Charkowa. Ostatecznie osadzony został w obozie dla internowanych oficerów polskich w Riazaniu pod Moskwą. W 1947 przeniesiony został do obozu jenieckiego NKWD w Griazowcu. Do Polski powrócił w listopadzie 1947. W latach 1948–1955 pracował w Powiatowym Związku Gminnych Spółdzielni „Samopomoc Chłopska” w Jarosławiu. Był prześladowany przez Urząd Bezpieczeństwa.
Od 1925 był mężem nauczycielki Aurelii z Nowaków (1892–1969), z którą miał córkę Ludmiłę (1926–1993).
Zmarł 12 lutego 1968 w Jarosławiu i został pochowany na Starym Cmentarzu w Jarosławiu (sektor 21-4-7).

## Ordery i odznaczenia
- Krzyż Srebrny Orderu Wojskowego Virtuti Militari nr 5925[9]
- Krzyż Niepodległości – 6 czerwca 1931 „za pracę w dziele odzyskania niepodległości”[10][6][11]
- Srebrny Krzyż Zasługi – 10 listopada 1928 „w uznaniu zasług położonych w poszczególnych działach pracy dla wojska”[12][13]
- Medal Pamiątkowy za Wojnę 1918–1921[14]
- Medal Dziesięciolecia Odzyskanej Niepodległości[14]
- Krzyż Legionowy[14]
- Odznaka Obserwatora[14]
- Medal Zwycięstwa[15]
- Medal 10 Rocznicy Wojny Niepodległościowej (Łotwa, 1929)[16]

12 czerwca 1935 Komitet Krzyża i Medalu Niepodległości ponownie rozpatrzył jego wniosek, lecz Krzyża Niepodległości z Mieczami nie przyznał.

## Upamiętnienie
13 listopada 1992 Rada Miasta Jarosławia uchwałą Nr 236/XXVIII/92 nazwała jedną z ulic miasta imieniem kpt. Jana Szrama. 29 października 2007, na wniosek Stowarzyszenia Miłośników Jarosławia, radni zmienili nazwę ulicy na kpt. Jana Schrama.